# Grad Carrickfergus
Grad Carrickfergus (iz irščine Carraig ergergusa ali cairn of Fergus, ime Fergus pomeni 'močan človek') je irski normanski grad na Severnem Irskem v mestu Carrickfergus v občini Antrim na severni obali Belfastskega jezera (Belfast Lough), danes v Belfastu. Grad, ki so ga oblegali Škoti, Irci, Angleži in Francozi, je do leta 1928 igral pomembno vojaško vlogo in je med najbolje ohranjenimi srednjeveškimi zgradbami na Severnem Irskem. Bil je strateško uporaben, s 3/4 grajskega oboda obkrožen z vodo (čeprav je v sodobnem času samo 1/3 obkrožena z vodo zaradi izsuševanja tal). Danes ga vzdržuje Agencija za okolje Severne Irske kot zgodovinski spomenik državnega pomena s št. J4143 8725. 

## Nastanek
Carrickfergus je zgradil John de Courcy leta 1177 kot svoj sedež, potem ko je osvojil vzhodni Ulster in vladal kot majhen kralj do leta 1204, ko ga je pregnal drug normanski pustolovec Hugh de Lacy. Najprej je de Courcy zgradil notranje krilo, majhen grad tipa mota na koncu rta z visoko poligonalno kurtino in vzhodnimi vrati. Bilo je več zgradb, tudi  velika dvorana. Zaradi strateškega položaja na skalnatem rtu, prvotno skoraj obkrožen z morjem, je obvladoval zaliv Carrickfergus (kasneje Belfast Lough), kopno pa se je nadaljevalo v obzidano mesto, ki se je razvilo v njegovi senci.

## Angleški nadzor
Najprej je omenjen v uradnih angleških zapisih leta 1210, ko ga je kralj Ivan oblegal in prevzel nadzor nad tistim, kar je postalo glavni strateški garnizon Ulstra. Po zajetju so bili postavljeni stražniki, ki so nadzorovali grad in okolico. Leta 1217 je bilo novemu stražniku De Serlanu dodeljenih sto funtov za izgradnjo nove kurtine, tako da bi lahko zaščitili pristop ob skali, pa tudi vzhodne pristope k peščini, ki so bili izpostavljeni  plimi. Zgornja kurtina srednjega zidu je bila kasneje v 18. stoletju znižana do tal, razen vzdolž morske strani, kjer je preživela s stranskimi vrati in vzhodnim stolpom, ki je pomemben za puščice samostrelov na nivoju kleti.
Soba v prvem nadstropju vzhodnega stolpa je bila verjetno grajska kapela zaradi njenega finega romanskega okvira z dvojnim oknom, čeprav je bila izvirna kapela v notranjem krilu. Rebrasti obok prek vhodnega hodnika, morilske luknje v vhodnem poslopju in masivna dvižna vrata na obeh koncih vhoda je pozneje vstavil Hugh de Lacey, ki je umrl leta 1248 pred dokončanjem del okrog leta 1250. Končal jih je kralj Henrik III.
Po razpadu ulstrskega gospostva leta 1333 je bil grad glavno prebivališče in upravno središče krone na severu Irske. V zgodnjih fazah devetletne vojne (1595−1603), ko je angleški vpliv na severu postal nezadosten, so se sile krone oskrbovale in vzdrževale v mestnem pristanišču. Leta 1597 je bila okolica prizorišče bitke pri Carrickfergusu.
V 16. in 17. stoletju so bile narejene izboljšave za namestitev topništva z zunanjimi razširitvami in linami za topove, čeprav te izboljšave niso preprečile, da ne bi bil grad večkrat napaden in zajet. Maršal Schomberg je oblegal in zavzel grad po tedenskem obleganju Carrickfergusa leta 1689. Tu je tudi Schombergov voditelj, kralj Viljem III. prvič stopil na Irsko 14. junija 1690.
Leta 1760 so se po močnih bojih v mestu predali francoskim napadalcem pod poveljstvom Francaisa Thurota. Oplenili so grad in mesto, nato pa odšli, a jih je ujela kraljeva mornarica.

## Kasnejša uporaba
Leta 1778 se je v Carrickfergusu začel majhen, a pomemben dogodek v ameriški vojni za neodvisnost, ko se je John Paul Jones v nasprotju s svojo posadko preveč približal gradu, privabil plovilo Kraljeve mornarice iz privezov v severnem kanalu in dobil uro dolgo bitko. Leta 1797 je grad, ki je bil ob različnih priložnostih uporabljen za namestitev vojnih ujetnikov, postal zapor in bil močno branjen med napoleonskimi vojnami; šest topov na vzhodni bateriji je ostalo od 22, ki so bili uporabljeni leta 1811.
Stoletje je ostal skladišče in orožarna. V prvi svetovni vojni je bil uporabljen kot garnizija in artilerijsko skladišče ter med drugo svetovno vojno kot zatočišče pred letalskimi napadi.
Nepretrgano je bil garnizon približno 750 let do leta 1928, ko je bilo lastništvo preneseno z britanske vojske na novo vlado Severne Irske za ohranitev kot starodaven spomenik. Mnogi ponormanski in viktorijanski dodatki so bili nato odstranjeni, da bi obnovili prvotni normanski videz gradu. Danes je odprt za javnost. Banketna dvorana je v celoti obnovljena in je veliko predmetov, ki kažejo, kakšno je bilo življenje v srednjem veku. Do danes je bil večkrat zgrajen in trikrat predelan.
Na dan poroke, 29. aprila 2011, je bil valižanski princ Viljem ustoličen kot vojvoda Cambriški, grof Strathearnski in baron Carrickferguški. Zadnji plemiški naslov skupaj z geografsko baronijo je izumrl že v viktorijanskem obdobju. Naslov je zdaj samo ceremonialen brez uradne povezave z gradom.